# Argoat

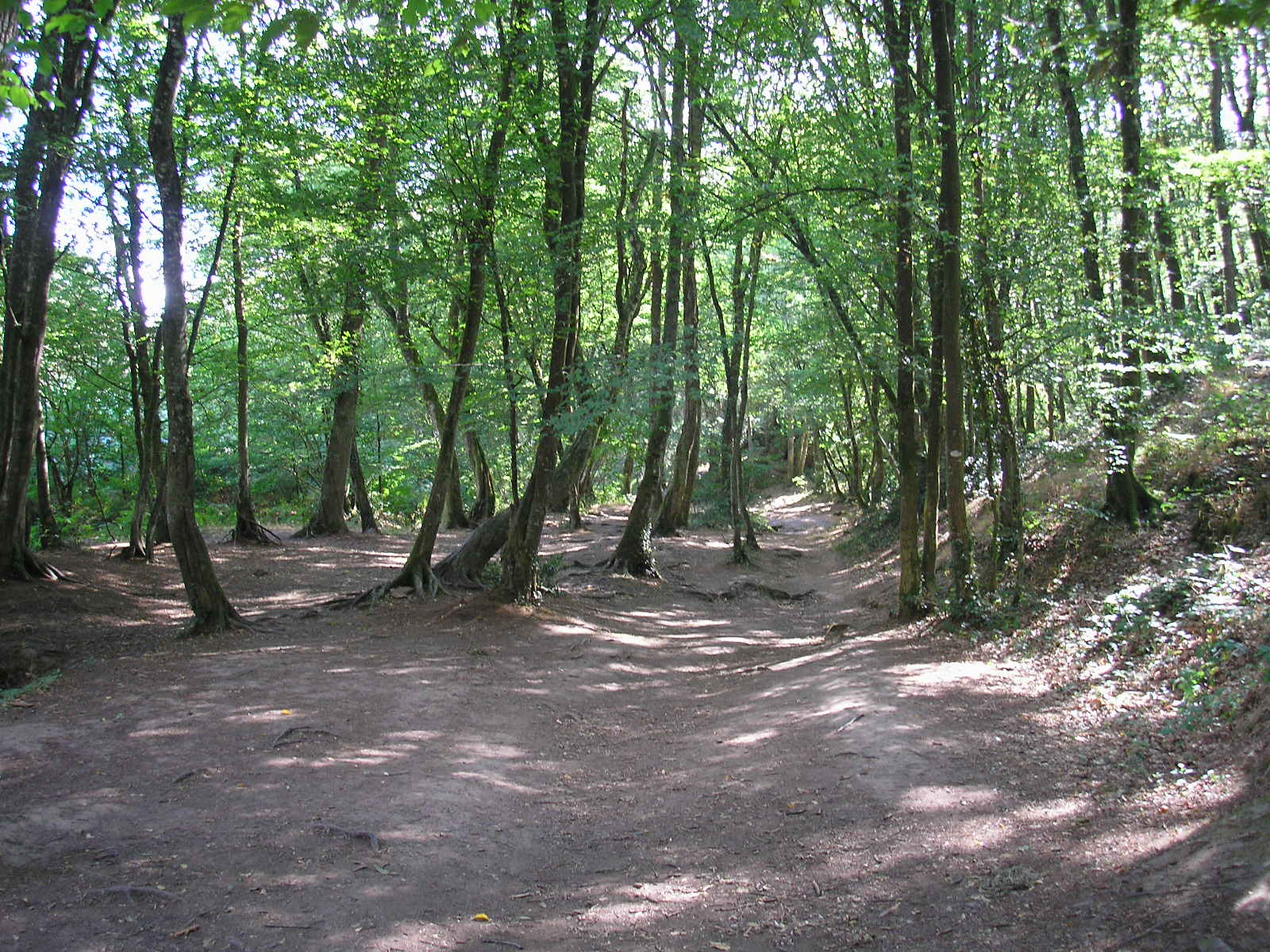
La forêt de Paimpont, couramment identifiée à la forêt de Brocéliande.

Le mot Argoat [aʁɡɔat] ou Arcoat désigne la Bretagne intérieure, « boisée », par opposition à la Bretagne maritime, appelée Armor.

## Étymologie et linguistique
Le terme français vient du mot breton argoad, composé des éléments ar- et koad,. Le préfixe ar- signifie « près de ». L'attestation la plus ancienne citée par le Dictionnaire diachronique du breton avec les formes Argoad et Argoët date de 1716.
Le substantif masculin koad (en graphie moderne unifiée) signifie « bois » (au sens de « petite forêt »). Ce mot a muté par adoucissement en goad après le préfixe ar-, mais on peut trouver des formes non mutées « Arcoat »[réf. nécessaire]. Le français utilise -t en finale au lieu de -d, pour des raisons phonétiques.
Le mots Armor et Arvor sont composés de la même façon : ar- et mor (« mer »).

## Délimitation et définition
D'après le Dictionnaire françois celtique ou françois breton de 1732. An-argoëd ou dans le Vannetais ar coët est la « plaine terre » ou le « païs sous bois qui n'est pas près de la mer ». Le Dictionnaire de la langue bretonne de 1752, définit la signification de An-Argoat (an- étant l'article défini) également par l'opposition à an-ar-vor « le pays maritime », « le littoral » (Arvor est une variante de Armor,). Ainsi, ses habitants argôeder ou argoder sont des habitants de plein-terre, même si Argoat signifie littéralement la forêt. L'auteur du dictionnaire avait repéré cette expression en « Cornouaille, & quelque part ailleurs ». Cette interprétation est reprise en 1850 dans le Dictionnaire breton-français de Le Gonidec. Le Devri définit également Argoad par opposition à l'Arvor ou l'Armor, « partie maritime, littoral de la Bretagne »,.
La limite entre Armor et Argoat est floue : à quelle distance du littoral s'arrête l'influence de la mer ? Le cœur de l'Argoat est plus évident à délimiter, entre l'axe des Monts d'Arrée, prolongé par les Monts du Mené au nord, et celui des Montagnes Noires, prolongé par les Landes de Lanvaux au sud, mais l'Argoat déborde l'espace cerné par ces lignes de crête. {{refnec|Côté est, il faut exclure le Bassin de Rennes, mais à l'ouest il faut inclure dans l'Argoat une partie importante du Bassin de Châteaulin. Une bonne moitié du département des Côtes-d'Armor, malgré son nom, fait partie de l'Argoat.[réf. nécessaire]
Selon Louis Gallouédec et Fernand Maurette, l' « Argoat (pays des bois) [est] limité au Nord et au Sud par deux bombements de collines et de plateaux parallèles aux côtes : Menez et Monts d'Arrée au Nord, Montagne Noire et Landes de Lanvaux au Sud, formés de granit et micaschiste et de grès dur, couverts de landes stériles. Entre eux s'allonge une région plus ou moins déprimée, formée de terrains primaires généralement moins durs, schistes ou argiles, couverts soit de forêts, dans le plateau de Rohan, soit de bocages, dans les bassins de Rennes et de Châteaulin ».
Francis Gourvil écrit que « la notion d'Argoat n'implique aucune particularité linguistique, ethnique ou historique » et que « c'est seulement petit à petit que l'on passe de l'Armor dans cet Argoat qui ne commence et ne finit nulle part. Et cependant le changement dans le paysage est relativement net (...) ».
Selon Charles Floquet, le Poutrocoët était une vaste région de la Bretagne centrale, occupant toute la zone allant d'est en ouest de Montfort-sur-Meu à Rostrenen, sur une longueur de 100 à 120 kilomètres, et, du nord au sud, de Corlay à Camors sur une largeur d'une cinquantaine de kilomètres.
Une certaine rivalité existe entre Armor et Argoat : les premiers organisateurs du festival des Vieilles Charrues à Spézet (puis à Carhaix) ont choisi ce nom car ils étaient admirateurs[réf. nécessaire] du succès des Vieux Gréements à Brest.[réf. nécessaire]

## Les nombreuses traces du passé
L'historien Arthur de La Borderie imaginait que le centre de la Bretagne était longtemps resté presque désert. C'était une erreur, l'occupation humaine de l'actuelle Bretagne intérieure étant prouvée depuis le début du Mésolithique vers 10 000 av. J.-C.. (grotte de Roc'h Toul en Guiclan). Les monuments préhistoriques y sont nombreux, par exemple à Carhaix (cairn de Goassec'h), Saint-Thois (cairn de Ty-Floc'h), Brennilis (dolmen de Ty-ar-Boudiged), Plussulien (Quelfennec), Liscuis en Laniscat, Monteneuf (alignements), etc.., ce qui témoigne d'une occupation humaine entre 4 400 et 4 000 av. J.-C.. La déforestation a commencé depuis au moins le début du second millénaire av. J.-C., les nombreux tumuli et dépôts de haches à douille datant de l'âge du bronze en sont des preuves. Les analyses polliniques menées dans les tourbières des Monts d'Arrée et des Montagnes Noires montrent d'importants défrichements et une extension des cultures au second âge du fer, de même que les fouilles de Saint-Symphorien en Paule. Les camps retranchés comme ceux de Toul-Goulic en Trémargat, du Mur en Comblessac, etc.. et les oppida du camp d'Arthus au Huelgoat, de Lescouët en Guégon datent aussi d'avant la conquête romaine, laquelle a laissé aussi de nombreuses traces (Vorgium, voies romaines, Vénus de Quinipily toponymes se terminant en -ac comme Merdrignac, etc..).
Les Bretons venus des Îles Britanniques en Armorique, principalement au VIe siècle, créèrent d'abord deux principautés, la Domnonée au nord et la Cornouaille au sud ; par la suite deux pou (pays) se constituèrent dans la partie centrale : le Poucaer (Poher) à l'ouest, autour de Carhaix, et le Poutrecoet (littéralement « Pays à travers bois ») à l'est (l'abbaye de Saint-Jean de Gaël en était un lieu important) ; des plou (paroisses) se constituèrent, moins nombreux mais plus vastes que dans les régions littorales, le plus connu étant Plouenez, le « Village de la Montagne » ; des monastères et des ermitage (lan) constituant aussi des foyers de peuplement, les populations étant souvent attirées par un saint breton réputé.
Les sommets ont servi de lieux de cultes païens aux populations celtes (Ménez Hom [mais peut-on inclure ce sommet en Argoat car il est très proche de la mer ?]) avant d'être christianisés (Chapelle Saint-Hervé du Menez Bré, la chapelle Saint-Michel du Mont Saint-Michel de Brasparts, la chapelle Notre-Dame-de-Manéguen en Guénin, etc..) et ont aussi servi de tours de guet, par exemple face aux invasions Vikings (Karreg an Tan [la Roche du Feu] en Gouézec).
Des chefs temporels s'imposèrent également : le roi Morvan aurait été le premier chef d'une Bretagne unifiée et son château aurait été situé quelque part vers Priziac ou Langonnet (la communauté de communes de la région de Gourin a pris le nom de « Roi Morvan Communauté »). À partir du XIe siècle, de grandes seigneuries se constituent en Bretagne intérieure : les seigneuries de Gaël, Ploërmel, Malestroit, Guémené, Largouët, Poher, ainsi que les vicomtés de Porhoët, de Gourin et du Faou ou encore la baronnie de Rostrenen et, plus tard, vers la fin du XIIe siècle la vicomté de Rohan qui disposait des forteresses de La Chèze, Josselin et Pontivy.
Des abbayes cisterciennes s'implantent au XIIe siècle à Bégard, Le Relec, Langonnet, Saint-Aubin-des-Bois, Boquen, Coat Malouen, Bon-Repos, etc.. Les Templiers s'installent notamment à Pont-Melvez et Carentoir, les Hospitaliers de l'ordre de Saint-Jean de Jérusalem à La Feuillée.
Plusieurs épisodes de la guerre de Succession de Bretagne (par exemple le combat des Trente s'est déroulé entre Josselin et Ploërmel) et, plus tard, des guerres de la Ligue (par exemple Quintin fut une place-forte protestante) se déroulent en Argoat.

## Descriptions anciennes
Le dictionnaire de Troude décrit ainsi l'Argoat en 1876 :

« On nomme an argoad, an argoat, les parties de la Basse-Bretagne où le bois de chauffage pousse ; c'est-à-dire la contrée éloignée des côtes venteuses de l'Océan. […] An argoad fait opposition à an armor qui est le pays où le bois ne pousse pas. […] An Arvor est une zone de une à deux lieues de largeur, qui longe le bord de la mer et dans laquelle les vents et avec eux les embruns salés gênent la croissance des arbres. »

À cette époque, dans l'opinion populaire, le bois apparaissait comme la principale richesse de l'Argoat ; ce n'est que dans le courant du XIXe siècle que les difficultés agricoles lui donnèrent une réputation de rudesse et de pauvreté. Les derniers loups de Bretagne ont été tués dans l'Arrée (au Cloître-Saint-Thégonnec) à la fin du XIXe siècle.
Cette opposition entre Armor et Argoat subsiste comme l'affirme cette citation datant de 1956 : « Il existe en fait deux Bretagnes, l' Armor, pays de la mer, l'Argoat, pays des bois ».
L'Argoat a été pendant longtemps une zone refuge perçue comme sauvage, voire hostile ; Anatole Le Braz écrit : « Qui voudrait avoir l'impression directe de ce que pouvait être la Gaule barbare, la Gaule d'avant la conquête [bretonne], n'aurait qu'à se rendre dans ces contrées. Les gens de la plaine et du littoral ne sont pas sans éprouver un vague sentiment d'effroi quand ils se retournent pour regarder derrière eux ces lourdes assises de l'Argoat (...). Ils en parlent comme d'une région farouche, vouée aux antiques barbaries, toute pleine encore de l'horreur des sombres âges, des époques troubles (...). Rarement ils s'y risquent ». Il poursuit, évoquant les populations armoricaines face à l'immigration bretonne venue d'Outre-Manche : « L'Argoat devint un refuge et une citadelle. Ils y vécurent d'une existence longtemps précaire, parmi les loups et peut-être les aurochs » et « J'ignore ce qu'il peut rester de sang gallo-romain dans les veines de l'habitant actuel de l'Argoat, mais à pénétrer dans un de ces logis de paille et de boue épars dans les solitudes des monts, il est difficile de ne songer point au misérable tugurium de quelque serf gaulois ».
Le même auteur écrit aussi en 1895 : « Je viens de pèleriner pendant un mois à travers les bourgades et les hameaux de la Bretagne intérieure. C'est une région encore peu connue ». Ayant pris le train entre Guingamp et Carhaix pour se rendre au pardon de Bulat, il poursuit : « Le propre de ces lignes de l'Argoat est, pour ainsi dire, de ne passer nulle part, de n'avoir l'air de rien desservir, et leurs gares font l'effet de maisons de bergers, perdues dans la steppe ». Parlant de Bulat, il écrit : « La bourgade est chétive, un pauvre village des monts, fait d'un presbytère, d'une école et de trois ou quatre auberges. Le paysage en revanche est délicieux et l'église est admirable ».
En 1938 un manuel de géographie destiné aux classes primaires présente ainsi l'Argoat : « Le pays intérieur, ou Argoat, est couvert de landes et de forêts. L'Argoat est un pays pauvre et peu peuplé ».
En 1947 encore, le journal France-Soir parle de « la sauvage diversité de la Bretagne intérieure : l'Argoat ».

## Les forêts d'Argoat du Moyen Âge auXIXesiècle
Au Moyen Âge « l'Argoat est couvert de forêts presque impénétrables et que les moines défrichent sur les pas de saint Columban, de saint Gal et de leurs compagnons irlandais (...) Dès qu'on veut circuler, on ne peut le faire commodément qu'à cheval, au fil des sentiers qui contournent les pentes ».
Les forêts d'Argoat, qui sont les restes de l'ancienne et mythique forêt de Brocéliande, protégées souvent traditionnellement par leur statut de forêt seigneuriale réservées aux loisirs des seigneurs (chasse, parcs d'élevages de chevaux), ont souffert à l'époque moderne d'une exploitation intensive par les forges et bas-fourneaux utilisant le charbon de bois, par les besoins en bois de la Royale et de la marine de commerce (chantiers navals), par l'industrie du lin qui utilisait de grosses quantités de cendres pour le blanchiment des toiles, par les tanneries utilisant le tan provenant de l'écorce des chênes et par l'abus du pacage en sous-bois (terrains de parcours pour les animaux) et leur utilisation comme forêts vivrières par les paysans. Les forêts régressèrent en superficie, mais plus encore en qualité, les futaies cédant souvent la place aux taillis.
Après une exploitation encore plus intensive pendant la Révolution française, les forêts de l'Argoat ont bénéficié d'un répit au XIXe siècle, notamment en raison du déclin de l'utilisation du charbon de bois, ainsi que du tan, de la disparition d'autres débouchés traditionnels (saboterie, boissellerie) et de l'abandon progressif des anciens usages agraires. Le reboisement (de nombreuses landes étant transformées en pinèdes) se fit souvent en pins (pins sylvestres, pins maritimes, pins noirs d'Autriche, épicéas, mélèzes, sapins, thuyas) en raison de leur utilisation comme poteaux de mines (exportés principalement en Grande-Bretagne).
Au XXe siècle de nouvelles espèces de résineux ont été introduites (pins Douglas, épicéas de Sitka, sapins de Vancouver, etc..). Néanmoins l'Argoat de nos jours ne peut plus être vraiment considéré comme un « pays de bois », les espaces forestiers n'y occupent plus qu'une part très minoritaire de sa superficie.

## L'importance traditionnelle des landes et tourbières
Landes et tourbières (souvent végétations climaciques) recouvraient par le passé environ la moitié de la Bretagne intérieure, servant, pour les landes, de zones de vaines-pâtures et de jachère, fournissant aussi de la litière et même du fourrage (ajonc jeune) après étrépage ou écobuage ; les tourbières fournissaient de la tourbe. Ces terres « incultes » n'étaient donc pas sans utilité.

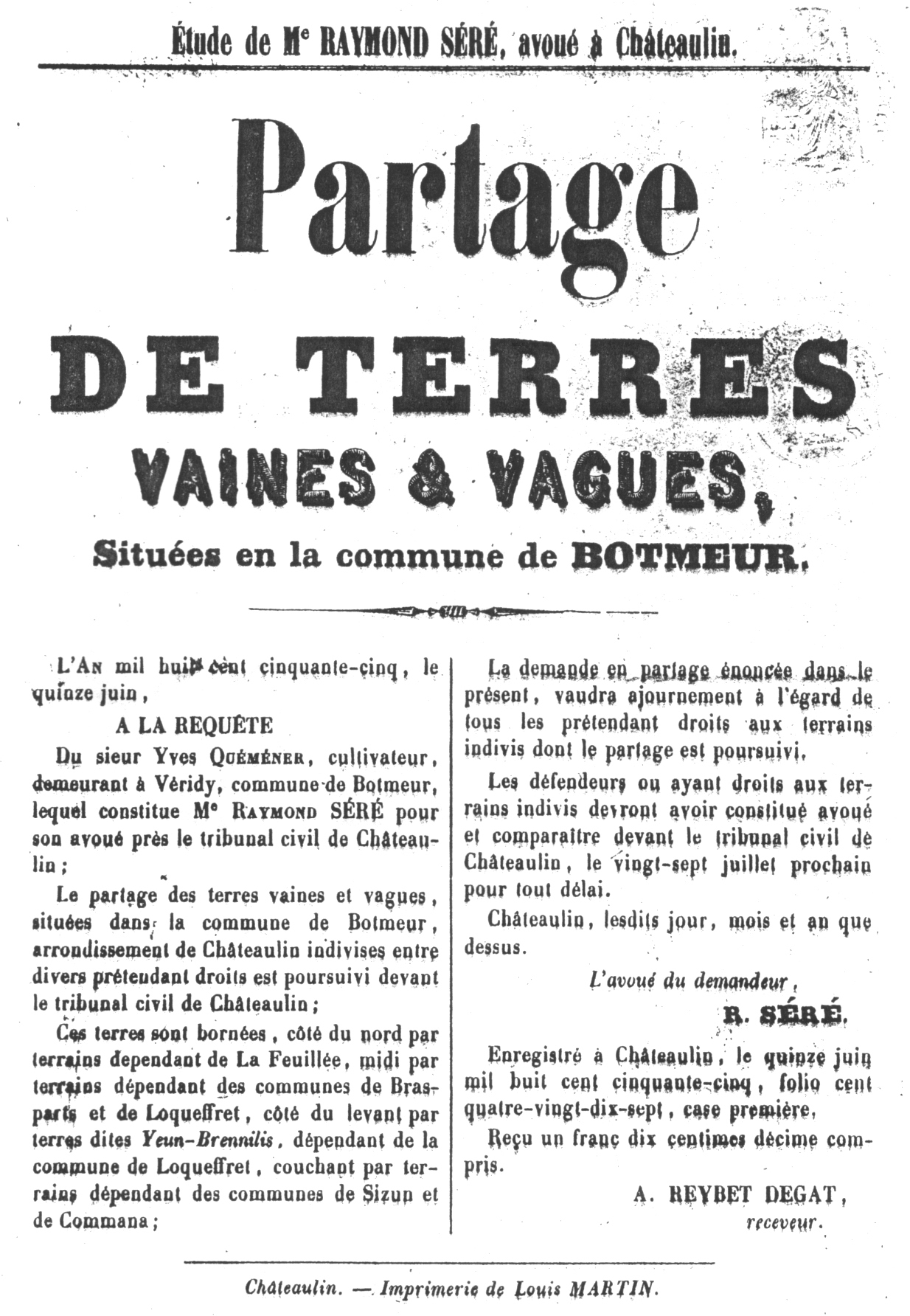
Un exemple de vente des terres vaines et vagues en 1865 à Botmeur.

Ces espaces naturels ont beaucoup reculé (disparaissant même totalement par exemple dans les Landes de Lanvaux et les Landes du Mené pendant le XIXe siècle en raison des défrichements rendus possibles par le partage des terres vaines et vagues et nécessaires par la pression démographique (la population agricole atteint son maximum pendant la seconde moitié de ce siècle), des reboisements et, pour les marais et tourbières, du drainage afin de gagner de nouveaux espaces agricoles. Des initiatives de gros propriétaires terriens comme la princesse Baciocchi qui acheta 500 hectares de landes et créa la commune de Colpo, des moines de l'Abbaye de Timadeuc qui créèrent une ferme modèle ; ou encore Louis Monjaret de Kerjégu qui inaugura en 1847 une ferme expérimentale à Trévarez, qui fut en 1865 transférée au château de Kervoazec illustrent également cette conquête agricole. De telles initiatives eurent lieu aussi en Armor: par exemple Émile Bonnemant défricha quelques centaines d'ha de landes et de terres médiocres à Treulan en Pluneret et y créa une ferme-école (la propriété fut rachetée par le comte Arthur Espivent de La Villesboisnet en 1874 qui créa la Société de Saint-Joseph pour encadrer les agriculteurs locaux).
Des espaces naturels de landes subsistent toutefois (monts d'Arrée, Ménez-Hom, camp militaire de Coëtquidan, Landes de Liscuis, etc.) et quelques tourbières (notamment dans le Yeun Elez), mais ces espaces naturels ne couvrent plus guère que 10 % de la superficie de l'Argoat.

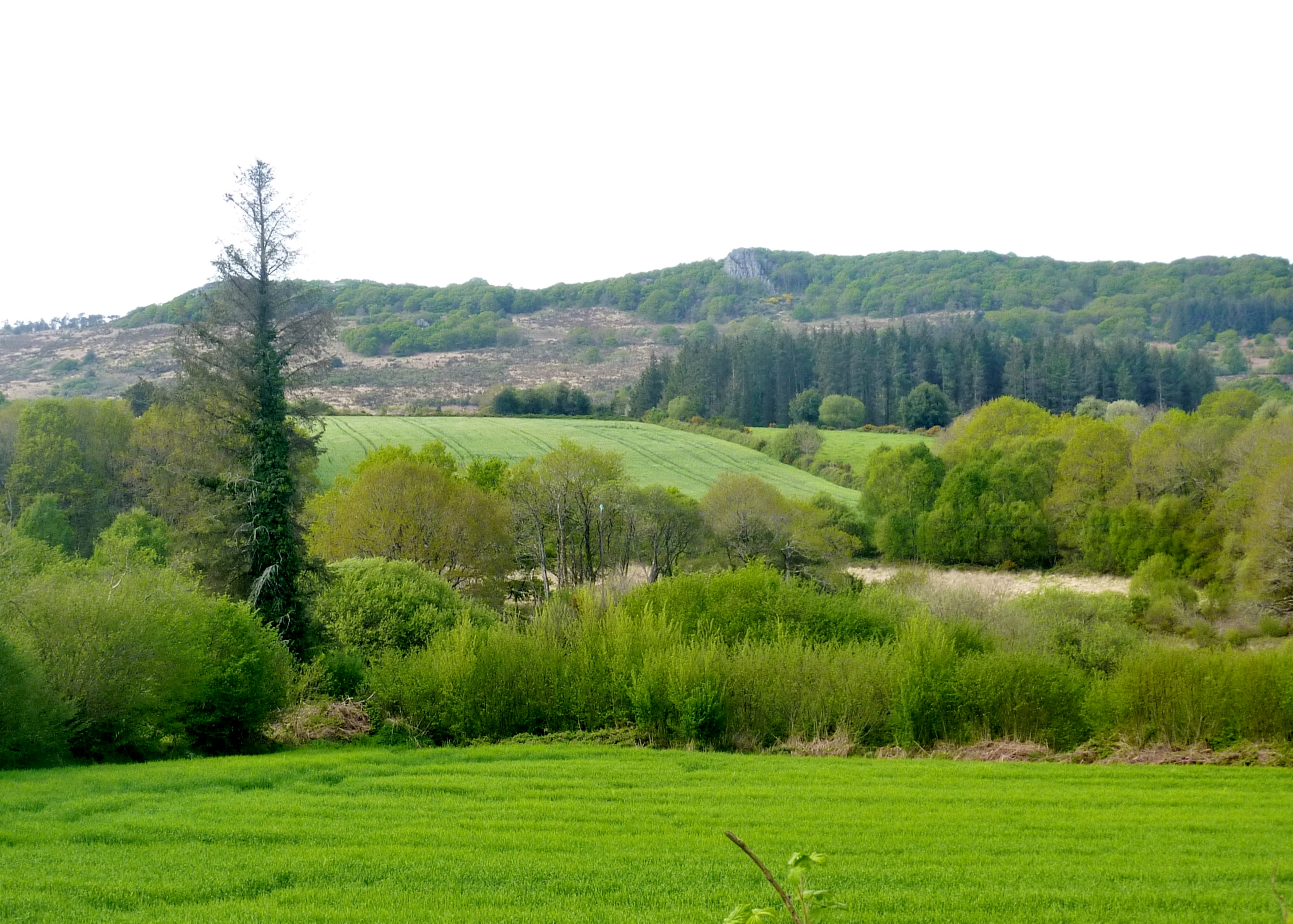
Les Landes du Cragou vues du sud.
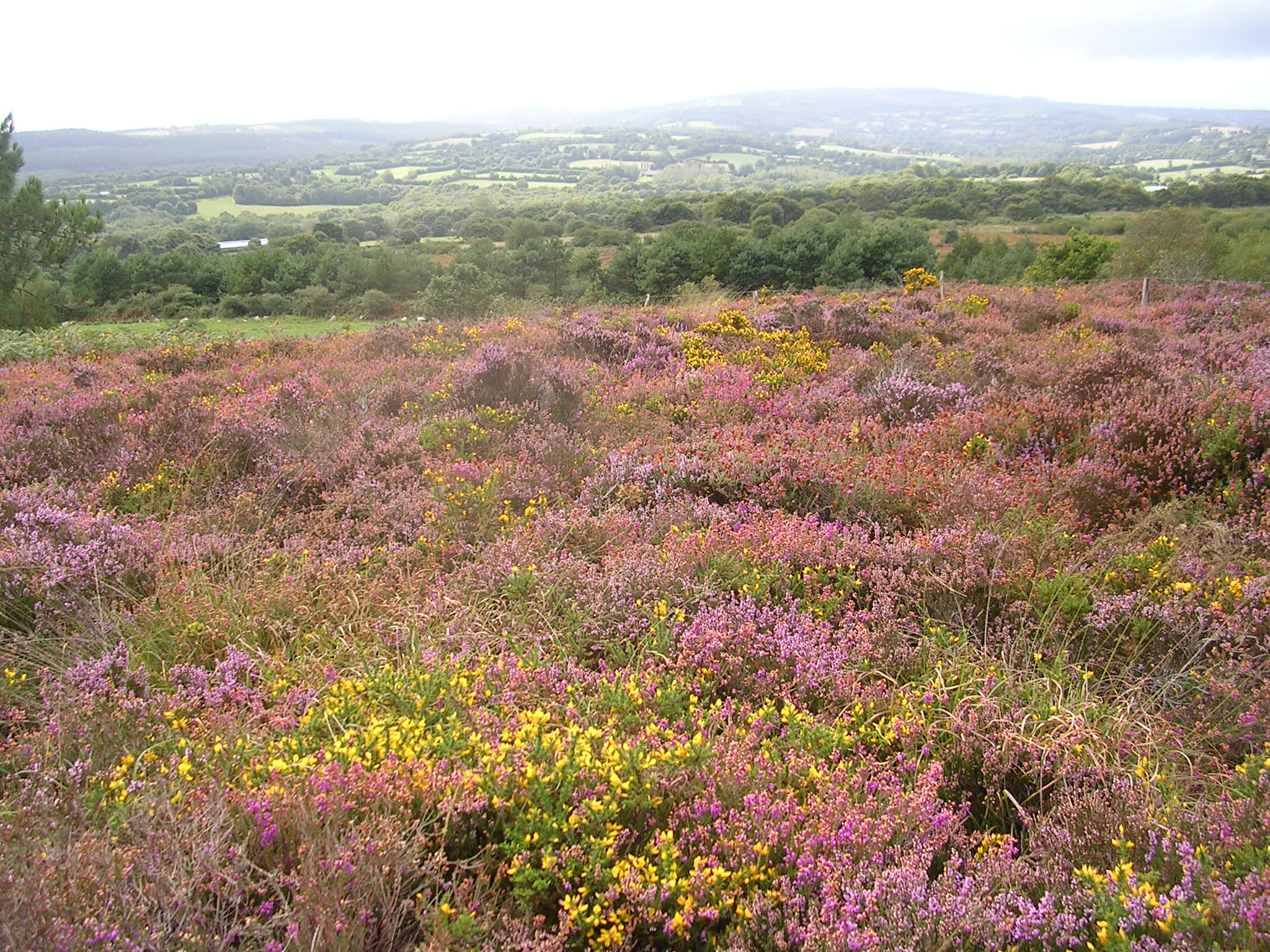
Lande en fleur dans la réserve naturelle régionale des landes et tourbières du Cragou et du Vergam.
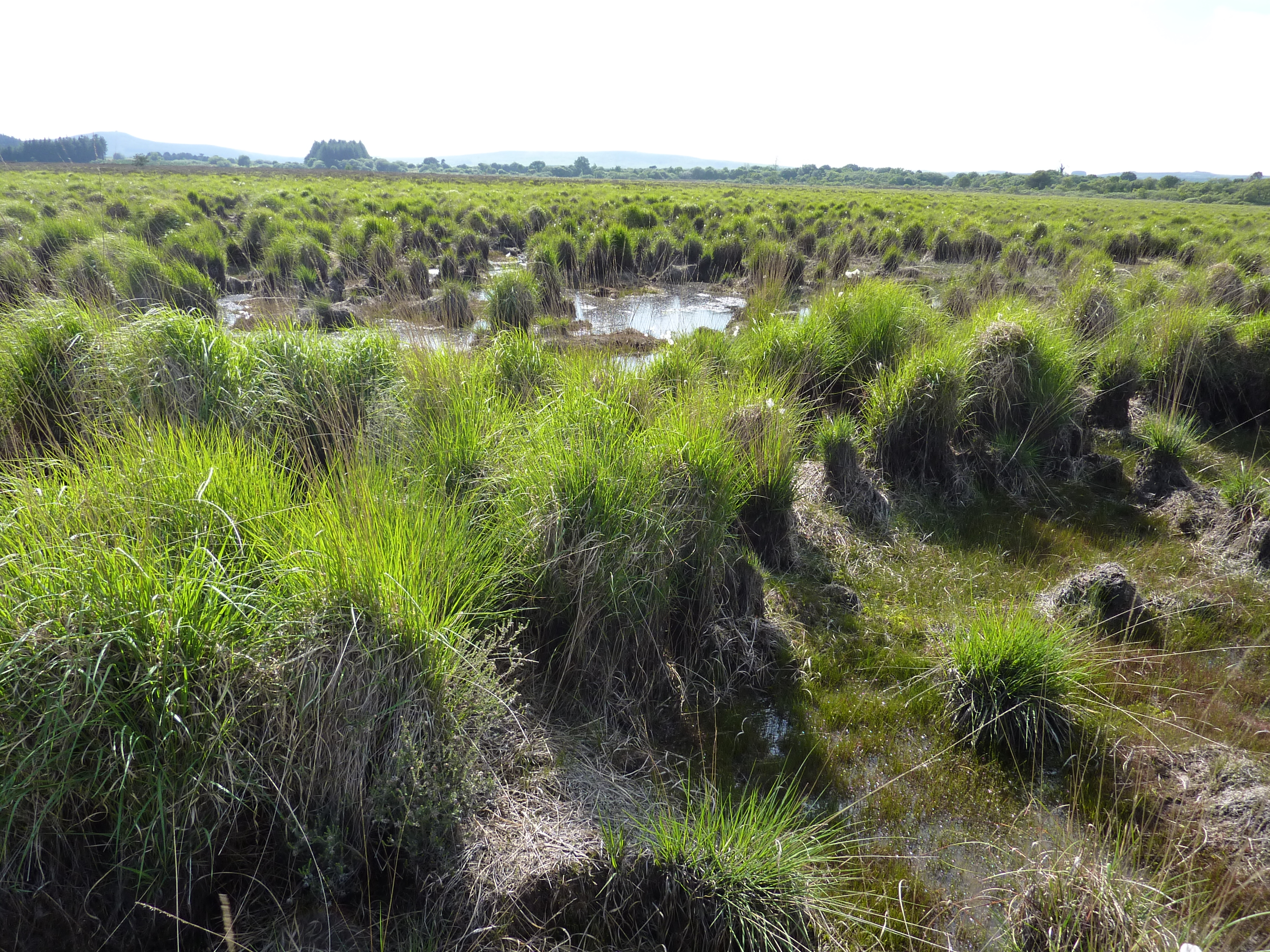
La tourbière du Venec en Brennilis dans le Yeun Elez.

La déprise agricole consécutive à l'exode rural a provoqué l'extension de la friche sociale pendant la deuxième moitié du XXe siècle et les premières décennies du XXIe siècle.
Landes et tourbières sont souvent désormais des espaces naturels protégés, souvent zones Natura 2000 (parc naturel régional d'Armorique, réserve naturelle régionale des landes et tourbières du Cragou et du Vergam, tourbière du Vénec à Brennilis, réserve naturelle régionale des landes et marais de Glomel, réserve naturelle régionale des landes de Monteneuf, etc.).

## Un pays de bocage à l'agriculture traditionnellement pauvre
La Bretagne intérieure semble avoir été un pays de bocage dès les premiers défrichements du haut Moyen Âge, ce qui est attesté par le Cartulaire de Redon ou encore la Très Ancienne Coutume de Bretagne rédigée au XVe siècle, même si des méjous existaient également. La coutume de clore les champs (pays d'enclos) par des talus de terre (haies) plantées d'arbres s'explique en partie par le climat humide et venté et est aussi probablement, comme l'habitat dispersé qui lui est lié, une tradition celte ; le bocage a aussi une fonction de clôture très utile là où prédomine l'élevage ; les haies procurent aussi bois (manches d'outils, bois de chauffage, etc..) et fruits (châtaignes, glands, mûres, prunelles, etc..). Le Village de l'an Mil de Melrand illustre l'habitat rural du haut Moyen Âge.
Après les abandons de terres consécutifs aux ravages de la guerre de Cent Ans et de la guerre de Succession de Bretagne, le repeuplement des campagnes est lié à un renouveau agricole qui se fait principalement dans le cadre du domaine congéable ou bail à convenant où le propriétaire du foncier laisse un droit de propriété aux « édifices et superfices » à l'occupant, dénommé convenancier.
Les abbayes, par exemple celle du Relec, ont joué un rôle important pour favoriser les défrichements et l'activité agricole, notamment en développant le système de la quévaise
(les ruines du village du Goënidou en Berrien en sont un exemple).
Jacques Cambry écrivait déjà en 1794 : « Les terres voisines de la mer sont plus productives que celles qui s'approchent des montagnes ». L'agriculture est longtemps restée pauvre en Argoat en raison entre autres de l'acidité des sols d'origine granitique, des hivers plus froids, de l'absence du limon (qui explique la Ceinture dorée littorale) et de l'impossibilité d'utiliser les amendements marins (la mer étant trop éloignée) : « le bon pays a été celui de la côte (Armor) où pousse le blé (...) tandis que l'intérieur (Argoat) est voué aux céréales pauvres et au sarrasin, selon des combinaisons où trouve place un élevage plus ou moins important du cheval », notamment du bidet breton dans la région de Corlay, et aux vaches bretonnes (races bretonne pie noir et pie rouge de Carhaix). L'apport d'amendements calcaires (chaux) facilité par les canaux, puis par le réseau ferroviaire, ont permis une diversification des cultures céréalières et autres.
La nourriture des habitants de l'Argoat restait frugale : en 1844 des observateurs écrivent : « beaucoup de pauvres gens ne consomment que des pommes de terre, du pain d'orge et, dans les grands jours, la galette de sarrasin ».
Les remembrements survenus dans les décennies d'après la Seconde Guerre mondiale dans de nombreuses communes ont bouleversé le parcellaire agricole, supprimé de nombreuses haies et les arbres complantés en plein champ (notamment les pommiers) en raison d'impératifs de modernité et de mécanisation, bouleversant l'équilibre écologique, mis aussi à mal par l'usage excessif d'engrais chimiques et de produits phytosanitaires, et entraînant une érosion accrue des sols par lessivage et une aggravation des crues des cours d'eau.
La proportion des emplois agrocoles est longtemps restée élevée : par exemple dans le Kreiz Breizh, en considérant les seules communes de Kerpert, Saint-Connan, Saint-Gilles-Pligeaux et Canihuel, elle était encore de 72 % en 1999.

## L'effondrement des activités minières et industrielles
Au XVIIe siècle l'activité toilière (en particulier les toiles de lin dénommées « bretagnes » font la prospérité des villes et des campagnes avoisinant Quintin, Uzel, Loudéac et Moncontour et les tanneries celle de Pontivy.
La Bretagne est souvent qualifiée « musée minéralogique » et les gisements étaient particulièrement nombreux en Argoat, y créant de nombreux emplois : carrières d'ardoises (surtout implantées le long d'un axe allant de Port-Launay à Mûr-de-Bretagne) et de granit, mines de plomb argentifère de Poullaouën, Locmaria-Berrien et Huelgoat, les mines de plomb de Pont-Péan, les mines d'étain de la Villeder en Roc-Saint-André qui employaient plus de 500 personnes, etc..).
Des forges utilisant le minerai de fer local et le charbon de bois provenant des forêts voisines existaient à Paimpont, Les Salles, Lanouée, Coat-an-Noz, Pont-Callec, Lanvaux, Hennebont (ces dernières, pas vraiment situées en Argoat, ont employé de nombreux ouvriers venus du Morbihan intérieur). Mais toutes ces activités ont disparu, dès le XIXe siècle pour les premières citées, en 1966 pour les Forges d'Hennebont.
Entre 1956 et 1984, 42 sites uranifères exploités en Bretagne, la plupart en Argoat, mais cette brève exploitation, si elle a laissé quelque pollution, n'a créé que des emplois limités qui ont disparu avec la cessation de leur exploitation. Il en est de même pour la centrale nucléaire de Brennilis, fermée en 1985.
Depuis 2014 de nouvelles prospections minières ont été entreprises pour la recherche de métaux rares, un permis exclusif de recherches a été accordé à la société australienne Variscan Mines à Merléac, Silfiac et Loc-Envel, mais devant les oppositions suscitées sur place, et à la suite d'une promesse d'Emmanuel Macron, ce permis a été annulé en 2019.

## Une région longtemps enclavée
Mêmi si les voies romaines convergeant vers Vorgium et les chemins d'Ahès montrent l'existence d'axes de transport en Bretagne intérieure dès l'Antiquité et le haut Moyen Âge, l'Argoat a longtemps souffert, comparé à l'Armor qui bénéficiait de sa façade maritime, d'un fort enclave accentué par la dispersion de l'habitat et l'humidité du climat notamment l'hiver (les chemins creux boueux). Cet enclavement explique que les traditions y ont perduré plus longtemps qu'ailleurs car c'est en Argoat que « le cœur de la vieille province bat vigoureusement. Le centre, l'Argoat, cette contrée étreinte par le cercle des voies ferrées, l'esprit moderne ne l'a point encore gangrenée. Elle est et restera longtemps l'asile des traditions, des croyances, de la personnalité de la race » écrit Constantin Lecigne en 1894.
Au XIXe siècle la construction du canal de Nantes à Brest (mais il est coupé depuis 1923 par le barrage de Guerlédan et sa partie ouest est fermée à la navigation depuis 1946) et la canalisation du Blavet contribuent au désenclavement de l'Argoat, permettant un renouveau économique (par exemple l'essor des carrières d'ardoises entre Port-Launay et Mûr-de-Bretagne) mais le choix de construire, depuis Rennes, deux lignes ferroviaires principales passant par les villes proches des littoraux de la Manche et de l'Atlantique au lieu d'un axe central, aboutit à ne construire que plus tardivement des lignes ferroviaires secondaires, de plus à voie métrique (en particulier le Réseau breton en étoile au départ de Carhaix) ; de plus toutes ces voies ferrées desservant la Bretagne centrale ont fermé progressivement après la Seconde Guerre mondiale, à l'exception de la ligne de Guingamp à Carhaix, mise à l'écartement normal et exploitée en affermage par Transdev Rail ; un espoir de réouverture existe toutefois pour la ligne de Saint-Brieuc à Pontivy prolongée par la ligne de Pontivy à Auray.
L'Argoat a connu aussi un retard à l'électrification : « Quand les populations littorales disposent de l'électricité dès les années vingt, l'essentiel des communes de l'Argoat attend encore ce privilège en 1944. Dans la plupart des communes l'aménagement se restreint au bourg et une trentaine de communes des Côtes-du-Nord est totalement à l'écart du réseau ».
L'histoire s'est répétée lors de la construction des voies expresses consécutives au plan routier breton (RN 12, et RN 165 qui desservent aussi les villes et régions littorales. La mise en voie express, de la RN 164, axe central est-ouest desservant la Bretagne intérieure (itinéraire (Rennes)-Montauban-de-Bretagne - Loudéac - Carhaix - Châteaulin) n'est toujours pas achevé à ce jour, malgré les multiples manifestations, animées notamment par Jean Hourmant, qui fut maire de Plonévez-du-Faou. D'autres axes routiers ont toutefois été modernisés, comme la RN 24, la route Saint-Brieuc -Loudéac-Pontivy -Lorient (D 700 pour sa partie costarmoricaine et D 763 pour sa partie morbihannaise) et Vannes (axe Triskell) ou encore Lorient-Gourin -Carhaix-Roscoff.

## Guerres et révoltes, revendications et protestations
Les guerres de la Ligue et les exactions commises par des soldats brigands comme Guy Éder de la Fontenelle ont ravagé une bonne partie de la Bretagne intérieure à la fin du XVIe siècle.

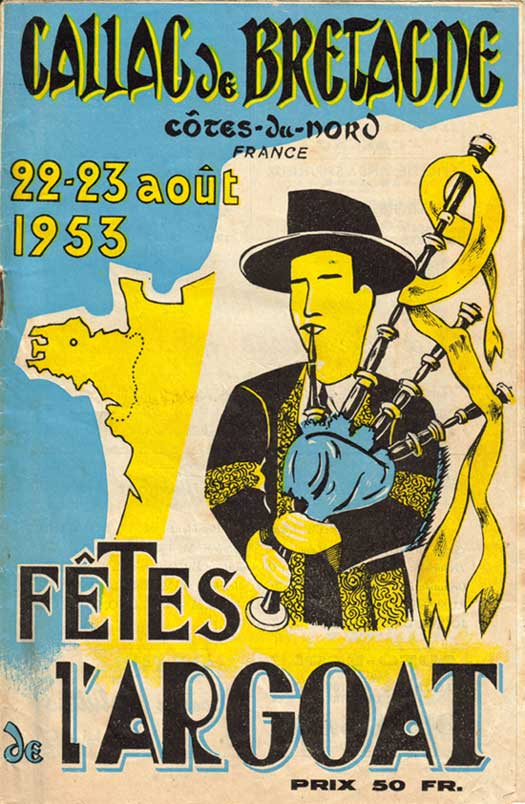
Affiche des « Fêtes de l'Argoat » à Callac en 1953.

L'Argoat a aussi une tradition rebelle, de la révolte du papier timbré (dite aussi Révolte des bonnets rouges), conduite par Sébastien Le Balp, de Kergloff, au mouvement des Bonnets rouges de 2013 en passant par les révoltes chouannes (par exemple de Bois-Hardy, un des chefs de la Première Chouannerie, celle de 1794-1795, était de Bréhand et rassemblait souvent ses hommes dans le bois de Caurel ; le 24 juin 1798, lors de la Deuxième Chouannerie, le chef chouan Jean Jan et son lieutenant Claude Lorcy sont tués par les Bleus près du village de Kerlan en Melrand ; autre exemple : la Troisième Chouannerie en 1799 concerna largement la Bretagne intérieure avec des légions de combattants implantées notamment à Bignan, La Trinité-Porhoët et Mohon, Melrand, Gourin, etc..) et les maquis et foyers de résistance (maquis de Saint-Marcel, maquis Tito, maquis de Saint-Goazec, maquis des Montagnes Noires, maquis de Coat-Mallouen, etc.. ; le village de Trédudon-le-Moine en Berrien a été qualifié « premier village résistant de France ») contre l'occupant nazi pendant la Seconde Guerre mondiale. Le musée de la Résistance en Argoat, situé à Saint-Connan, présente les actions du maquis de Coat-Mallouen.
L'Argoat a aussi une tradition de vote protestataire illustrée notamment par l'importance du vote communiste dans plusieurs circonscriptions pendant les décennies d'après la Seconde Guerre mondiale, par exemple dans les régions de Guingamp et Huelgoat ; les manifestations pour sauver la maternité de l'hôpital de Carhaix ont aussi défrayé la chronique en 2008 de même que celles pour sauver la maternité de l'hôpital de Guingamp en 2020.
L'Argoat reste aussi, principalement dans le Kreiz Breizh, le principal foyer d'utilisation de la langue bretonne, dont témoigne aussi l'implantation à Carhaix du lycée Diwan, des traditions bretonnes (c'est à Poullaouen que les festou-noz ont commencé à renaître) et de revendication autonomiste ou régionaliste (par exemple Christian Troadec à Carhaix).

## Le déclin démographique
La préfecture régionale et métropole de Rennes, en essor, est située dans la partie orientale de la Bretagne intérieure, mais elle ne fait pas partie de l'Argoat. La tentative napoléonienne de faire de Pontivy, sous le nom de « Napoléonville », la capitale de la Bretagne est restée sans lendemain.

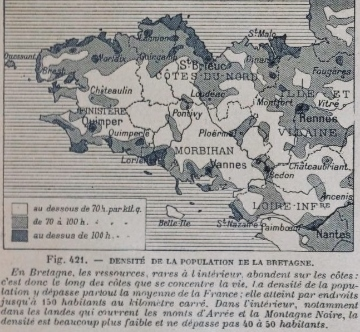
Carte des densités de population en Bretagne en 1910.

« Depuis 150 ans, la déprise démographique du Centre-Bretagne ne cesse de s'opposer à la littoralisation permanente des activités et des hommes » écrit Jean Ollivro en 2005. L'Argoat est donc depuis plus d'un siècle en crise démographique, accentuée par l'exode rural et le déclin minier.
20 des 22 communes bretonnes ayant perdu 75 % ou plus d'habitants entre 1851 et 1999 sont situées en Argoat les déclins les plus importants concernant Loc-Envel (- 83 %), Saint-Igeaux (- 82 %), Kerfourn et Magoar (- 80 %), Sainte-Brigitte (- 79 %), etc.. ; en valeur absolue, entre ces mêmes dates, Plougonver (La Chapelle-Neuve incluse) a perdu 2 869 habitants, Kerfourn 2 781 habitants, Ploerdut 2 629, Plounéour-Ménez (y compris Loc-Éguiner-Saint-Thégonnec) 2 491, Bazouges-la-Pérouse 2 395 et des communes plus petites comme Allineuc 1 727, Saint-Mayeux 1 527, Locarn 1 311, , etc.. Les communes de Bretagne ayant en 2020, selon l'INSEE, la plus grande part de logements vacants sont aussi situées en Bretagne intérieure : Locarn (27,5 %), Éréac (24,4 %), Senven-Léhart (24,3 %), Saint-Gilles-Pligeaux (24,2 %), Saint-Gildas (22,8 %), , etc..
L'émigration bretonne dans la seconde moitié du XIXe siècle et la première moitié du XXe siècle a certes concerné l'ensemble de la Bretagne, mais elle a été particulièrement importante en Argoat : ouvriers partant vers les ardoisières de Trélazé, domestiques partis vers la Région parisienne (ou encore les nourrices du Mené), agriculteurs allant s'installer dans le sud-ouest de la France, notamment en Périgord (par exemple depuis la région de Châteauneuf-du-Faou), émigration vers l'Amérique : Canada, États-Unis, Argentine (par exemple depuis la région de Gourin et Roudouallec), etc.
Camille Vallaux décrit cette émigration en 1905 :

« Les travailleurs des foins et de la moisson partent en grande quantité des horizons pauvres du massif granitique de Quintin - Duault, du massif de Pontivy - Guémené et des crêtes de Grand-Champ et de Lanvaux. Cette zone est un véritable « pôle de répulsion ». On évalue pas à moins de 30 % des ouvriers agricoles du canton de Guémené-sur-Scorff la proportion de ceux qui partent chaque printemps. Ceux-là vont surtout en Beauce ; dans le canton voisin du Faouët, ils vont en Normandie (...). Saint-Nicolas-du-Pélem, Bourbriac, Quintin et Chatelaudren fournissent de forts contingents pour les fermes de Beauce et de Seine-et-Oise. »

Des migrations saisonnières de travail 
internes à la Bretagne permettaient parfois d'améliorer une condition très précaire : l'exemple le plus connu est celui des pillaouers des monts d'Arrée.
Les densités de population y sont faibles (moins de 30 habitants par km2 presque partout), nettement moindres qu'en Armor où elles sont généralement largement supérieures à 100 habitants par km2 ; par exemple dans l'ancien canton de Callac d'avant la réforme des cantons de 2015, Saint-Nicodème avait une densité de 10 habitants par km2, Plourac'h 11, Maël-Pestivien 13, Bulat-Pestivien 15, Calanhel, Lohuec et Saint-Servais 16, Carnoët et Duault 17 (chiffres de 2012). La communauté de communes Monts d'Arrée Communauté, constituée pourtant de 12 communes, ne compte que 7 652 habitants en 2018 et a dû bénéficier d'une dérogation lors de sa création, la loi NOTRe de 1975 imposant un minimum de 15 000 habitants aux nouvelles communautés de communes pour pouvoir se constituer.
On peut même parler de « désertification » dans les parties les plus isolées : l'exemple de Loc-Envel est emblématique : cette commune est désormais la moins peuplée de Bretagne avec seulement 68 habitants en 2018, mais elle en avait 280 en 1793 et 447 en 1872, année de son maximum démographique. Un autre exemple est celui du Ponthou passé de 362 habitants en 1861 à 114 en 1999 ; toutefois cette commune avait regagné des habitants (175 habitants en 2016) avant son absorption par la commune de Plouigneau, ce qui illustre que le déclin démographique de l'Argoat n'est pas irréversible.
Toutes les villes les plus importantes des trois départements concernés par l'Argoat (Finistère, Côtes-d'Armor et Morbihan) sont littorales (même s'il s'agit souvent de villes situées en fond d'estuaire) et les principales villes de l'Argoat sont d'importance très modeste : Pontivy n'a que 14 889 habitants, Loudéac 9 600, Carhaix 7 164, Guingamp 7 022, Gourin 3 794, Rostrenen 3 059 habitants ou encore Josselin qui avait 3 112 habitants en 1793 et 2 498 en 2018 (chiffres officiels de l'INSEE en 2018). De plus, plusieurs d'entre elles ont perdu des habitants depuis un peu plus d'un siècle : en 1901 Guingamp avait 9 252 habitants, Gourin 4 919 à la même date et certaines augmentations survenues depuis sont en partie illusoire : Carhaix n'avait que 3 308 habitants en 1901, mais a fusionné avec Plouguer en 1967 et a eu 8 591 habitants en 1982, en ayant donc perdu plus de 1 400 entre cette date et 2018.
Des villes de l'Argoat comme Callac (3 637 habitants en 1921, 2 215 en 2018), Quintin (3 710 habitants en 1861, 2 851 en 2018), Moncontour (2 086 habitants en 1793, 829 en 2018), Rochefort-en-Terre, Guémené-sur-Scorff, qui furent très actives les siècles passés, étant de véritables capitales économiques au sein de leurs petites régions, ne sont plus désormais que l'ombre de ce qu'elles furent, survivant surtout comme villes touristiques, grâce à leur statut de Petites Cités de caractère de France, ou même de celui de Les plus beaux villages de France comme Rochefort-en-Terre, aussi élu Village préféré des Français en 2016 ; Quintin a été classé 3e de cette émission télévisée lors de sa saison 2022.
La communauté de communes Callac - Argoat a disparu en 2016, fusionnant avec six autres communautés de communes pour former une nouvelle communauté d'agglomération, sous le nom de Guingamp Paimpol Armor Argoat Agglomération. D'autres regroupements administratifs ont eu lieu depuis 2016 : par exemple la création de la commune nouvelle du Mené qui regroupe les sept communes de l'ancienne communauté de communes du Mené ; la création de la commune de Guerlédan par fusion des anciennes communes de Mûr-de-Bretagne et Saint-Guen ; la fusion de Locmaria-Berrien avec Poullaouën (cette fusion est annulée le 5 novembre 2020 par le tribunal administratif de Rennes pour vice de forme) ; etc.

## Un regain de dynamisme?
L'Argoat a montré ces dernières décennies un certain renouveau : une agriculture dynamisée par les élevages hors-sol dans la période 1970-2000 (mais ce « succès » du modèle agricole breton est de nos jours remis en cause, en raison des problèmes écologiques qu'il a suscité et est désormais en crise) ; des industries agro-alimentaires dynamiques comme Olida à Loudéac, l'abattoir Kermené de Saint-Jacut du Mené, l'implantation de Synutra à Carhaix, etc.
Le tourisme vert est un atout de développement (par exemple autour du lac de Guerlédan, les voies vertes comme celle du chemin de halage du canal de Nantes à Brest, la voie Roscoff-Concarneau, le sentier de grande randonnée 37) et l'aspiration de nombreux citadins de vivre à la campagne, y compris des actifs grâce au télétravail sont des atouts de développement pour l'Argoat, à condition que le désenclavement soit aussi numérique (réseau de fibres optiques développé par le syndicat Mégalis par exemple).
L'Argoat est aussi devenu attractif pour la population d'origine britannique (du moins avant le Brexit) : selon l'INSEE, en 2016, les cinq bassins de vie bretons où la part de la population de nationalité anglaise étaient les plus nombreux étaient dans l'ordre ceux de Callac (7,8 %), Huelgoat (6,8 %), Guémené-sur-Scorff (5,1 %), Rostrenen (4,7 %) et Merdrignac (3 %), en partie à cause de la modicité des prix de l'immobilier en Bretagne intérieure : en 2020 quinze des seize communes de Bretagne où le prix médian des maisons était le moins élevé (moins de 75 000 euros) étaient situées en Argoat, les prix les plus bas étant à Guémené-sur-Scorff (57 500 euros), Callac, Glomel, Plonévez-du-Faou, Corlay, Poullaouen, Lignol, Forges de Lanouée, Langonnet, Plouguenast-Langast, Guiscriff, , etc.
Par exemple en 2020 environ 150 Britanniques habitent à Gouarec alors que la population communale totale est d'environ 900 habitants. Une association basée à Gouarec, Intégration Kreiz-Breizh, œuvre depuis 2003 auprès des Britanniques installés dans le Centre-Bretagne qui sont environ un millier installés à cheval sur le Finistère, les Côtes-d'Armor et le Morbihan.